# Wolin
Wolin è un comune urbano-rurale polacco del distretto di Kamień Pomorski, nel voivodato della Pomerania Occidentale.
Ricopre una superficie di 327,41 km² e nel 2007 contava 12 327 abitanti. Si trova sull'isola omonima.
Nel 1143 divenne la prima sede vescovile della Pomerania, traslata nel 1176 a Kamień.